# Backstory
Als Backstory (dt. Hintergrundgeschichte, Vorgeschichte) bezeichnet man im Filmwesen die in einem Film zu dramaturgischen Zwecken dargestellte Vergangenheit der Hauptdarsteller, die für zentrale Handlungsweisen der Protagonisten  von Bedeutung sind. Dies kann beispielsweise in Form einer Rückblende (z. B. Flashback), eines Filmvorspanns in Form eines Prologs oder durch die bloße Erzählung über die Vorgeschichte erfolgen.
Die Backstory Wound ist ein Sonderfall der Backstory, bei dem psychische Verletzungen einer Hauptperson in der Vorgeschichte des Films als handlungsleitendes Element dienen. Backstory Wounds werden beispielsweise verwendet, um auffälliges Verhalten der Charakter plausibel erscheinen zu lassen. Filmische Beispiele sind Marnie (1964), Ich komme vom Ende der Welt (1967) und Alexander (2004).